# 스트란다시슬라
스트란다시슬라(아이슬란드어: Strandasýsla)는 아이슬란드의 주이다. 이 주는 서피요르 지역에 있다.

## 같이 보기
- 아이슬란드의 주